# Paul Tillaux
Paul Jules Tillaux, né le 8 décembre 1834 à Aunay-sur-Odon, dans le Calvados, et mort le 20 octobre 1904 à Paris, est un chirurgien et anatomiste français, professeur à Faculté de médecine de Paris, membre et président de l'Académie de médecine.

## Biographie
Il est élu membre titulaire de l'Académie de médecine le 8 avril 1879 et son président en 1904.
Il est inhumé au Père-Lachaise (92e division).

## Travaux scientifiques
En 1892 Tillaux donna la première description d'une fracture complexe rare du tibia, la fracture de Salter-Harris de type III. Il découvrit par la pratique de l'autopsie que des contraintes exercées sur le ligament tibio-fibulaire antérieur pouvaient entraîner ce type de fracture par avulsion. Tillaux a laissé son nom à cette fracture, qui est unique en son genre parce qu'elle survient durant une période précise de l'adolescence, où le taux de croissance de l'épiphyse se met à diverger. La fracture de Tillaux est parfois méconnue et confondue avec une simple entorse.
Tillaux a également travaillé sur l'infection et sur la vaccination contre la rage avec Pasteur.
Pour ses travaux il reçut le prix Montyon en 1890.

## Éponymie

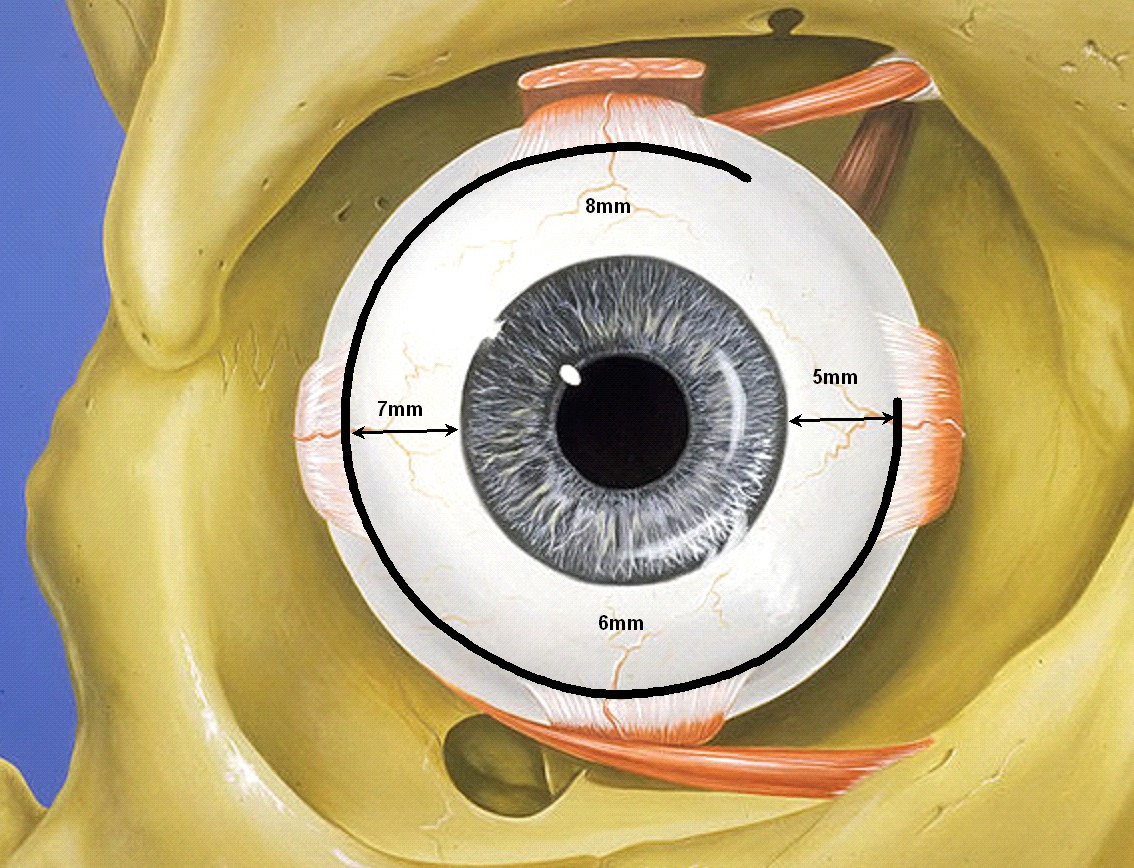
Spirale de Tillaux

- Manœuvre de Tillaux[4]: recherche, par adduction contrariée du bras, de la fixité d'une tumeur du sein, signant son adhérence à la paroi.
- Signe de Tillaux: sensation de touche de piano à la palpation du poignet en cas de lésion du poignet.
- « Aïe crépitant » de Tillaux  : douleur et crépitation au-dessus de l'apophyse styloïde radiale lors des mouvements du poignet, signant la ténosynovite de De Quervain.
- Tubercule de Tillaux-Chaput
- Triangle de Tillaux : triangle (ou trigone) des muscles sub-occipitaux (ou trigone de l'artère vertébrale).
- Spirale de Tillaux
- Maladie de Tillaux et Phocas: mastose ou dystrophie du sein, affection bénigne et non inflammatoire.

## Œuvres et publications

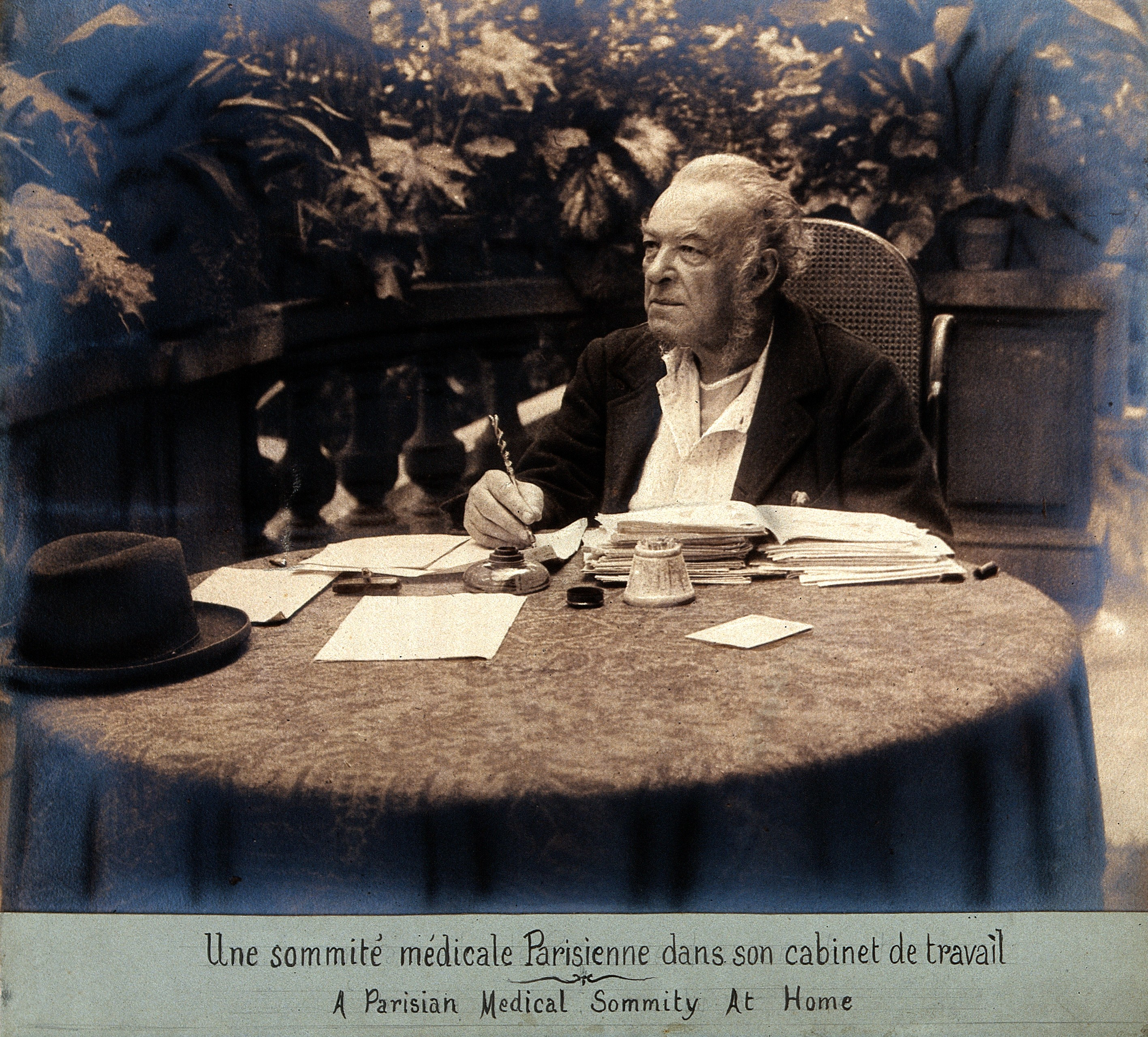
Paul Tillaux (une sommité médicale parisienne dans son cabinet de travail).

- Des conduits excréteurs des glandes sublinguale et lacrymale. Du rôle des sinus de la face, [Thèse de médecine de Paris n° 20, 4 février 1862], Rignoux (Paris), 1862, Texte intégral.
- De l'urétrotomie, [Concours pour l'agrégation, Faculté de médecine de Paris], impr. Remquet, Goupy et Cie : librairie Asselin (Paris), 1863, In-4°, 158 p.
- Des affections chirurgicales des nerfs, [Thèse de concours, cand. le Dr P. Tillaux, Paris, 4 juin 1866] [Texte imprimé in 4°].
- De la Hernie inguino-interstitielle. Rôle du taxis dans cette hernie, typogr. de A. Hennuyer (Paris), 1871, In-8° , 11 p.
- Du Traitement chirurgical de l'ophthalmie sympathique. Nouveau procédé d'énucléation du globe de l'œil, typogr. de A. Hennuyer (Paris), 1872, In-8° , 15 p.
- Exposé des titres et travaux scientifiques de M. le docteur Tillaux', impr. de V. Goupy (Paris), 1872, In-4° , 24 p.
- Considérations sur le traitement de l'anévrysme diffus, typogr. de A. Hennuyer (Paris), 1873, In-8° , 16 p.
- Traité d'anatomie topographique, avec applications à la chirurgie, P. Asselin (Paris), 1879, 1 vol. (XIX-1060 p.) : fig. en n. et en coul. ; gr. in-8, lire en ligne sur Gallica. [Multiples éditions antérieures entre 1879 et 1903].
- Exposé des titres de M. le Dr Tillaux candidat à la Chaire de pathologie externe vacante à la Faculté de médecine de Paris, Imprimerie Creté (Corbeil), 1884, Texte intégral.
- Leçon d'ouverture du cours de médecine opératoire. Histoire de la chaire de médecine opératoire à la Faculté de Paris,[Extrait de La Tribune médicale], Asselin et Houzeau (Paris), 1890, In-8° , 26 p.

## Bibliographie

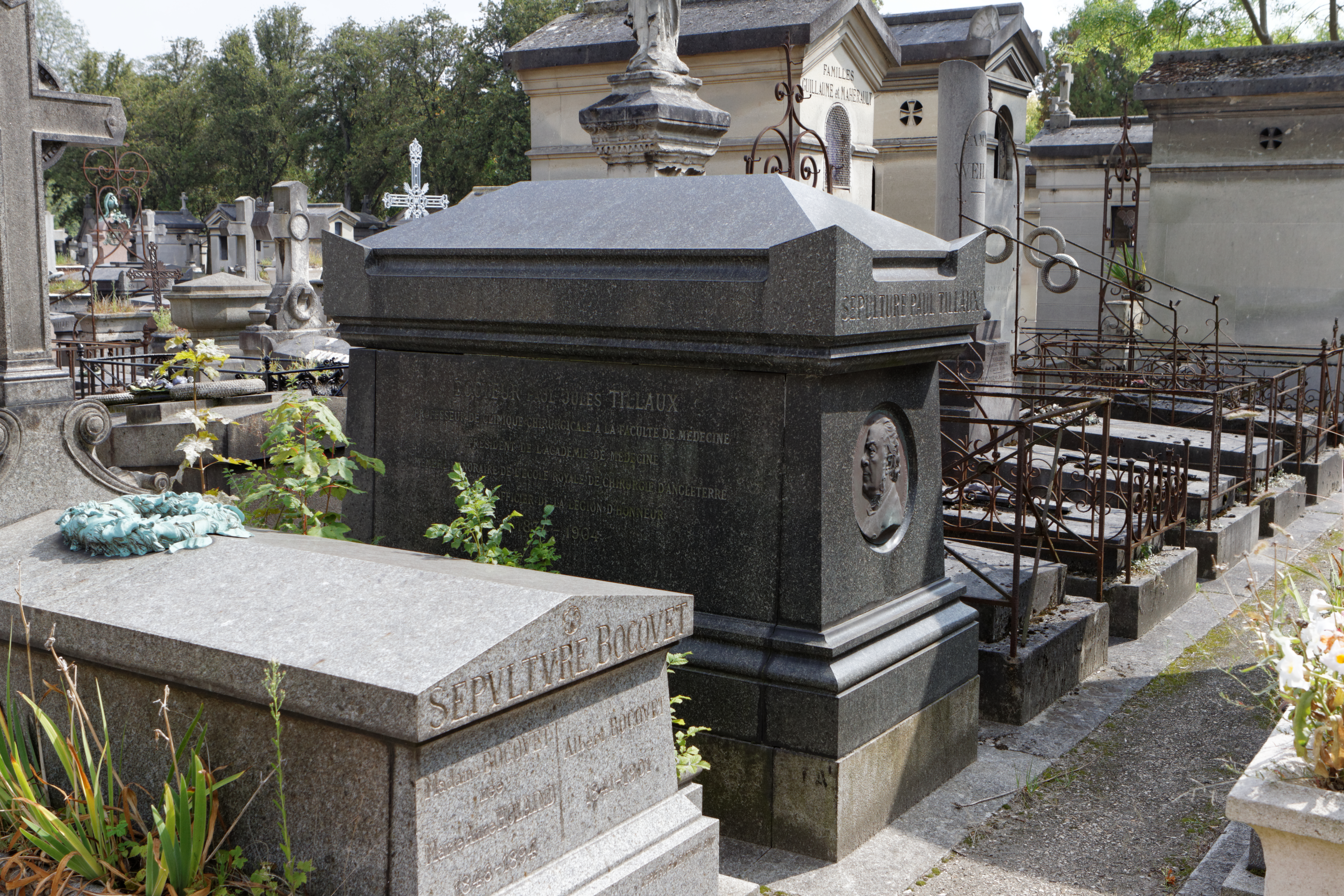
Tombe au cimetière du Père-Lachaise, portrait en médaillon par Jules Chaplain.